# Jeff Baxter
Jeffrey Allen Baxter, detto Jeff, noto anche con lo pseudonimo di Skunk (Washington, 13 dicembre 1948), è un chitarrista statunitense.
È noto in particolare per aver fatto parte dei gruppi rock Steely Dan e The Doobie Brothers negli anni '70.

## Biografia
Originario di Washington, si è formato nel Connecticut.
Ha raggiunto per la prima volta il grande pubblico come membro del gruppo Ultimate Spinach, band di rock psichedelico. Con questo gruppo ha registrato il terzo e ultimo album Ultimate Spinach III, uscito nel 1969.
Nel 1972 è tra i fondatori del gruppo jazz rock Steely Dan insieme al batterista Jim Hodder, al cantante David Palmer, al chitarrista Denny Dias, al chitarrista e bassista Walter Becker ed al tastierista e cantante Donald Fagen. Baxter contribuisce alla realizzazione dei primi tre album del gruppo, ovvero Can't Buy a Thrill (1972), Countdown to Ecstasy (1973) e Pretzel Logic (1974).
Nel 1974 decide di lasciare gli Steely Dan per unirsi ai The Doobie Brothers, che all'epoca erano in tournée a sostegno del loro quarto album What Were Once Vices Are Now Habits. Come turnista aveva partecipato all'album The Captain and Me (1973), mentre il primo album come membro effettivo della band è rappresentato da Stampede (1975).
Mentre si preparava per il tour a sostegno di Stampede, il fondatore dei Doobie Brothers Tom Johnston fu ricoverato in ospedale. Per sostituirlo alla voce, Baxter suggerì di coinvolgere il cantante-tastierista Michael McDonald, con il quale aveva lavorato negli Steely Dan. Con Johnston ancora in convalescenza, McDonald fu invitato a unirsi alla band a tempo pieno. I contributi vocali e di scrittura di McDonald, insieme allo stile chitarristico più jazz di Baxter, hanno segnato una nuova direzione per la band. Continuarono ad avere successo con gli album Takin' It to the Streets (1976), Livin' on the Fault Line (1977) e Minute by Minute (1978).
All'inizio del 1979 Baxter lasciò la band, così come il batterista e cofondatore John Hartman.
Baxter ha continuato a lavorare come chitarrista turnista per diversi artisti o gruppi tra cui Willy DeVille, Bryan Adams, Hoyt Axton, Eric Clapton, Gene Clark, Sheryl Crow, Freddie Hubbard, Joni Mitchell, Ricky Nelson, Dolly Parton, Carly Simon, Ringo Starr, Gene Simmons, Rod Stewart, Burton Cummings, Barbra Streisand e Donna Summer.
Nel 1984 appare nell'album The Thirteenth Dream (intitolato Spirit of '84 negli Stati Uniti) del gruppo Spirit. Nello stesso anno è produttore dell'album Where the Beat Meets the Street del gruppo Bobby and the Midnites, progetto parallelo di Bob Weir (Grateful Dead).
Verso la metà degli anni '80, il suo interesse per la tecnologia di registrazione musicale lo portò a interrogarsi sull'hardware e sul software originariamente sviluppati per uso militare, in particolare sugli algoritmi di compressione dei dati e sui dispositivi di archiviazione di grande capacità. Dopo aver scritto un articolo sul sistema Aegis, lo diede all'allora deputato Dana Rohrabacher e iniziò a lavorare come consulente per la Difesa.
Nel 1990 si unì a John Entwistle, Joe Walsh, Keith Emerson e Simon Phillips per la formazione di un supergruppo chiamato The Best. Il gruppo, formatosi a Londra, ha tuttavia registrato solo un video-album in Giappone.
Baxter ha prodotto due album della band Nazareth ed ha prodotto album anche per Carl Wilson, The Ventures, Nils Lofgren, Bob Welch e altri.
Ha continuato a lavorare nel mondo musicale negli anni seguenti e nel 2012 partecipa all'album That's Why God Made the Radio dei The Beach Boys.
Nel 2020 viene inserito nella Rock and Roll Hall of Fame come membro dei Doobie Brothers.